# Рикики и Рудуду
Рудуду и Рикики (фр. Roudoudou et Riquiqui) — два персонажа детских книг, издававшихся во Франции с 1950-х по начало 1970-х годов.

## История создания
Козлёнок Рудуду был создан испанским дизайнером и иллюстратором Хосе Кабреро Арналем, а маленький медвежонок Рикики — французским художником Рене Море, когда они оба работали для французского издательства комиксов Éditions Vaillant.
Приключения Рудуду и Рикики появлялись между 1950 и 1972 годами в редактируемых Рене Море иллюстрированных ежемесячных журналов для детей от 3 до 9 лет. Первым, в 1950-м, на страницах появился Рудуду, а уже в следующем году к нему присоединился Рикики.
Примечательно, что хотя они и являлись частью «семьи» Vaillant, Рудуду и Рикики издавались специально созданной структурой Roudoudou-Riquiqui les belles images, расположенной в Париже на Монмартре.

## Персонажи
Все герои историй являются антропоморфными животными:
- Рудуду, козлёнок;
- Рикики, медвежонок;
- Пиф;
- Тедди;
- Гримберт, лис;
- Ламберт, щенок, напоминающий пса Пифа;
- Гри-Гри, мышонок;
- Мартин, жеребёнок;
- Грос-Гару, волчонок, главный повторяющийся антагонист Рудуду и его друзей;
- Оноре, поросёнок;
- Нунурс, медвежонок.

## Периодические издания
Персонажи появлялись в нескольких названиях и в нескольких формах компиляции:
- Roudoudou les belles images, ежемесячно с 1950 года
- Riquiqui les belles images, ежемесячно с 1951 года
- Roudoudou et Riquiqui les belles image, полугодовые альбомы, в которых собраны предыдущие публикации
- Les jeux de Roudoudou et Riquiqui, раз в два месяца
- Дневник счастливого козлёнка Рудуду (1968—1969)
- Дневник медвежонка Рикики (1968—1969)
- Riquiqui Roudoudou — le journal qui se déplie (1970—1972)
- Le Journal de Roudoudou (et son gadget éducatif) с 1973 года

## Альбомы
Издательство Fantaisium переиздало в 2014 году альбомы старых приключений Рудуду:
- Рудуду у моря, 19 х 19 см, 28 страниц;
- Азбука Рудуду, 19 х 19 см, 28 страниц.